# Ignacy Bazarnik
Ignacy Bazarnik (ur. 26 lipca 1893 w Gwoźdźcu k. Krzeszowic (wówczas pow. chrzanowski), zm. wiosną 1940 w Katyniu) – polski legionista, uczestnik I wojny światowej i wojny polsko-bolszewickiej, major intendent z wyższymi studiami wojskowymi Wojska Polskiego, ofiara zbrodni katyńskiej.

## Życiorys
Syn Jana i Katarzyny z Łaganów. Ukończył Gimnazjum św. Anny w Krakowie. W 1913 rozpoczął studia na Wydziale Prawa Uniwersytetu Jagiellońskiego. Po wybuchu I wojny światowej został wcielony do armii austro-węgierskiej, ale po krótkim czasie został zwolniony. We wrześniu 1914 został żołnierzem VI baonu I Brygady Legionów Polskich. W 1916 dostał się do niewoli rosyjskiej, z której powrócił 21 listopada 1918. Walczył w wojnie z Ukraińcami i w wojnie polsko-bolszewickiej. 
W okresie międzywojennym pełnił służbę w Wojsku Polskim, od 1921 jako szef intendentury w 20 Dywizji Piechoty, a później w Okręgu Korpusu Nr X w Przemyślu, Szefostwie Intendentury DOK IX w Brześciu nad Bugiem, 9 Okręgowym Szefostwie Intendentury w Brześciu i Nr V w Krakowie. 3 maja 1922 został zweryfikowany w stopniu kapitana ze starszeństwem od 1 czerwca 1919 i 324. lokatą w korpusie oficerów administracji, dział gospodarczy. Ukończył studia prawnicze na Uniwersytecie Jagiellońskim. 3 listopada 1926 został przeniesiony służbowo z 9 Oddziału Służby Intendentury do Wyższej Szkoły Intendentury w Warszawie, w charakterze słuchacza kursu normalnego 1926/28. Z dniem 1 października 1928, po ukończeniu kursu, został oddany do dyspozycji dowódcy Okręgu Korpusu Nr V w celu odbycia praktyki intendenckiej. Z dniem 16 stycznia 1930 został przeniesiony do korpusu oficerów intendentów z pozostawieniem na zajmowanym stanowisku. W marcu 1931 został przeniesiony z kadry 4 batalionu administracyjnego do Filii Wojskowego Zakładu Zaopatrzenia Intendenckiego w Łodzi. Od 1932 pełnił służbę w Szefostwie Intendentury Okręgu Korpusu Nr IV w Łodzi. Na stopień majora został mianowany ze starszeństwem z 19 marca 1937 i 8. lokatą w korpusie oficerów intendentów. W marcu 1939 zajmował stanowisko szefa Wydziału Pieniężnego w Szefostwie Intendentury OK IV.
Podczas kampanii wrześniowej 1939 dostał się do niewoli sowieckiej. Był jeńcem w obozie w Kozielsku. Został zamordowany wiosną 1940 przez funkcjonariuszy Obwodowego Zarządu NKWD w Smoleńsku oraz pracowników NKWD przybyłych z Moskwy na mocy decyzji Biura Politycznego KC WKP(b) z 5 marca 1940 w lesie katyńskim i tam pogrzebany. 28 lipca 2000 nastąpiło oficjalne otwarcie w tym miejscu Polskiego Cmentarza Wojennego w Katyniu.

Ignacy Bazarnik był żonaty Wandą z Poźniaków, z którą miał córkę Zofię i syna Zbigniewa.
5 października 2007 minister obrony narodowej Aleksander Szczygło – decyzją nr 439/MON – mianował go pośmiertnie na stopień podpułkownika. Awans został ogłoszony 9 listopada 2007 w Warszawie, w trakcie uroczystości „Katyń Pamiętamy – Uczcijmy Pamięć Bohaterów”.

## Ordery i odznaczenia
- Złoty Krzyż Zasługi – 10 listopada 1938 „za zasługi w służbie wojskowej”[22][23]
- Medal Niepodległości[24]